# Pavel Aron
Pavel Aron (* 26. Oktober 1928 in Albești, Kreis Mureș) ist ein ehemaliger rumänischer Politiker der Rumänischen Kommunistischen Partei (PCR), der unter anderem zwischen 1986 und 1989 Minister für Verkehr und Telekommunikation war.

## Leben
Pavel Aron besuchte von 1943 bis 1947 die Berufsschule der Eisenbahngesellschaft CFR (Căile Ferate Române) in Brașov und wurde 1947 Mitglied der Rumänischen Kommunistischen Partei PCR (Partidul Comunist Român). Im Anschluss absolvierte er von 1947 bis 1949 die Arbeiterfakultät in Brăila und daraufhin zwischen 1949 und 1956 ein Studium an Institut für Eisenbahnen in Bukarest. Nach dessen Abschluss war er von 1956 bis März 1962 nacheinander Ingenieur, dann Vorsteher des Bahnhofs Sighișoara sowie zuletzt Vorsteher des Rangierbahnhofs Brașov. Zwischen März 1962 und Februar 1968 war er als Instrukteur in der Wirtschaftskommission des Regionalparteikomitees im Kreis Brașov und anschließend von Februar 1968 bis 1971 Wirtschaftssekretär im Stadtparteikomitee von Brașov. Zwischenzeitlich absolvierte er ein postgraduales Studium an der Akademie für Sozial- und Politikwissenschaften (Academia de Stiinte Sociale si Politice) „Ștefan Gheorghiu“ und erwarb dort einen Doktorgrad.
1971 wurde Aron Erster Sekretär des Parteikomitees im Kreis Arad sowie zugleich Präsident des Exekutivkomitees des Volksrates dieses Kreises und bekleidete diese Funktionen bis zum 5. Juni 1979. Danach fungierte er zwischen dem 5. Juni 1979 und dem 11. Juli 1986 als Sekretär des Parteikomitees im Kreis Arad sowie zugleich Präsident des Exekutivkomitees des Volksrates dieses Kreises. Auf dem Zwölften Parteitag der PCR (19. bis 23. November 1979) wurde er Kandidat des Zentralkomitees (ZK) der PCR und hatte diese Funktion bis zum Zusammenbruch des Kommunismus im Zuge der Revolution am 22. Dezember 1989 inne. 1980 wurde er ferner Mitglied der Großen Nationalversammlung (Marea Adunare Națională) und vertrat in dieser erst bis 1985 den Wahlkreis Nr. 8 Lipova sowie danach von 1985 bis 1989 den Wahlkreis Kreis Arad.
Am 9. August 1986 wurde Pavel Aron als Nachfolger von Vasile Bulucea Minister für Verkehr und Telekommunikation (Ministrul transporturilor și telecomunicațiilor) in das Kabinett Dăscălescu II berufen und hatte auch dieses Amt bis zum Sturz des neostalinistischen Diktators Nicolae Ceaușescu am 22. Dezember 1989 inne. Zugleich war er Vizepräsident des Rates für die Koordinierung von Transport- und Telekommunikationstätigkeiten. Für seine Verdienste erhielt er den Orden der Arbeit Dritter Klasse (Ordinul Muncii).